# Античні колонії

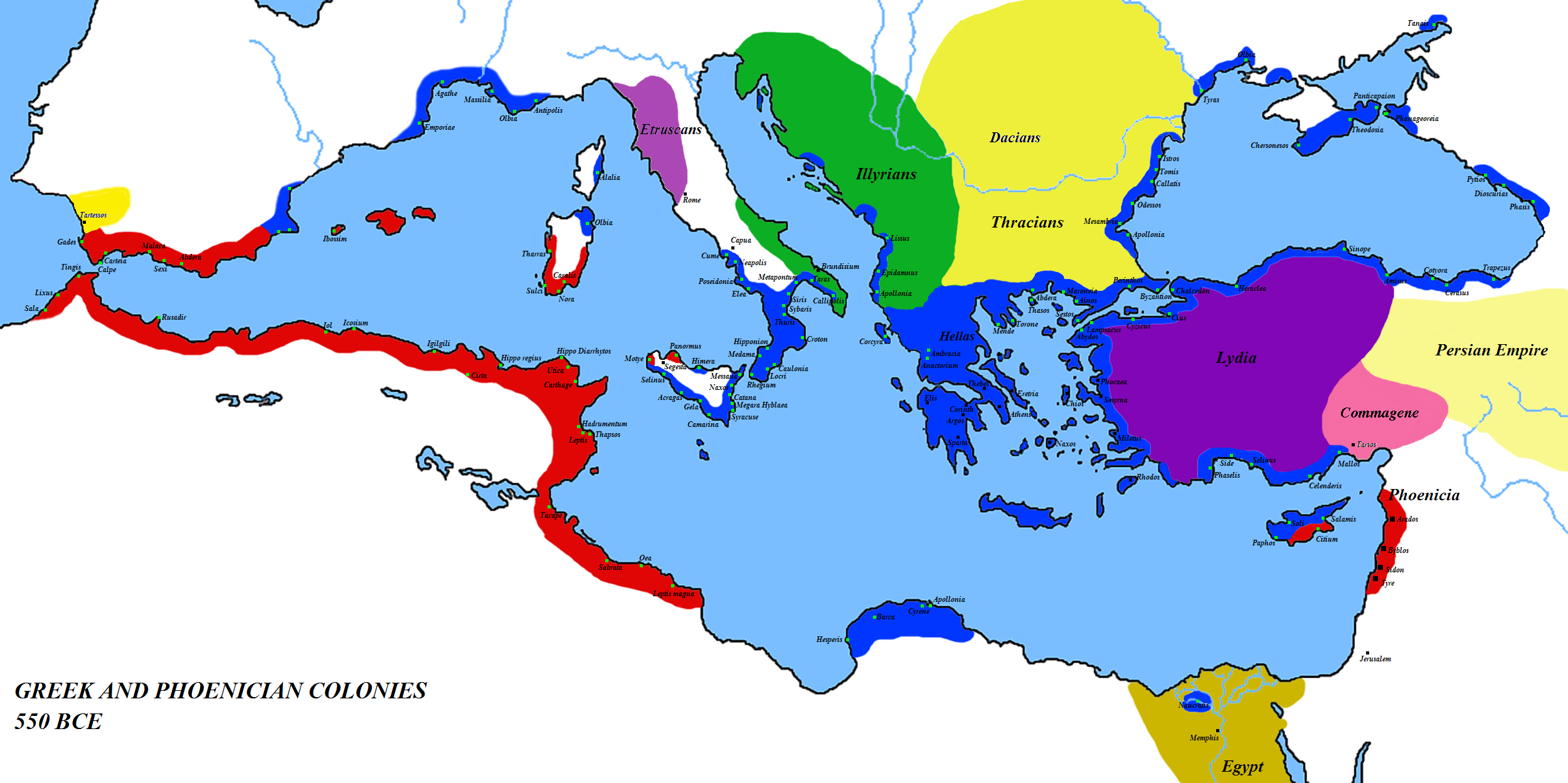
Середземне море 6-е століття до нашої ери: фінікійські поселення позначене червоним кольором, грецькі області синім кольором та інші території, як зазначено.

Античні колонії були містами-державами після залізної доби, засновані з метрополісів, не із самої території. Зв'язки між колонією та її метрополією часто залишалися тісними і набули специфічних форм у період класичної античності. Як правило, колонії, засновані стародавніми фінікійцями, Карфагеном, Римом, Олександр Македонський та його наступники, залишалися прив'язаними до своєї метрополії, але грецькі колонії архаїчної та класичної епох були суверенними та самоврядними з самого початку. У той час як грецькі колонії часто засновувалися для вирішення соціальних заворушень у метрополії, шляхом вигнання частини населення , елліністичні, римські, карфагенські та китайські колонії використовувалися для розширення та побудови імперії .

## Єгипетські колонії
Єгипетська колонія, яка була розміщена в південному Ханаані, датується трохи раніше Першої династії . Нармер виробляв єгипетську кераміку в Ханаані і експортував назад до Єгипту з таких регіонів, як Арад, Ен-Бесор, Рафія та Тель-Ерані. Суднобудування було відоме стародавнім єгиптянам ще за 3000 років до нашої ери, а можливо, і раніше. Археологічний інститут Америки повідомляє що найдавніший корабель, датований 3000 р. до нашої ери, можливо, належав фараону Ага.

## Фінікійські колонії
Фінікійці були головною торговою державою в Середземномор'ї на початку першого тисячоліття до нашої ери . Вони мали торгові зв'язки в Єгипті та Греції і створили колонії на заході аж до сучасної Іспанії в Гадірі (сучасний Кадіс) і в сучасному Марокко, в Тінгісі і Могадорі. З Іспанії та Марокко фінікійці контролювали вихід до Атлантичного океану та торгові шляхи до Великої Британії та Сенегалу.
Найвідоміша та найуспішніша з фінікійських колоній була заснована поселенцями з Тіру в 814—813 рр. до н.е і отримала назву Карт-Хадашт(Qart-ḥadašt, буквально «Нове місто»), відома в історії як Карфаген. Пізніше карфагеняни заснували власну колонію на південному сході Іспанії , Carthago Nova, яку врешті-решт завоював їхній ворог — Рим.
За словами Марії Юджинії Обе(Maria Eugenia Aubet), професора археології Університету Помпеу Фабра, у Барселоні: «Найперша наявність фінікійського матеріалу на Заході задокументована в районі стародавнього міста Уельва, Іспанія…Висока частка фінікійської кераміки серед нового матеріалу, знайденого в 1997 р. на Пласа-де-лас-Моньяс (the Plaza de las Mohjas) в Уельві, свідчить не на користь кількох перших спорадичних контактів у зоні, а на користь регулярної присутності фінікійців з початку IX ст. до н. е. Останні радіовуглецеві дати з найперших рівнів у Карфагені свідчать про заснування цієї колонії в 835—800 рр. до н. е. , що збігається з датами заснування міста Флавієм Йосипом(Flavius Josephus) і Тімієм(Timeus)»

## Колонії Стародавньої Греції

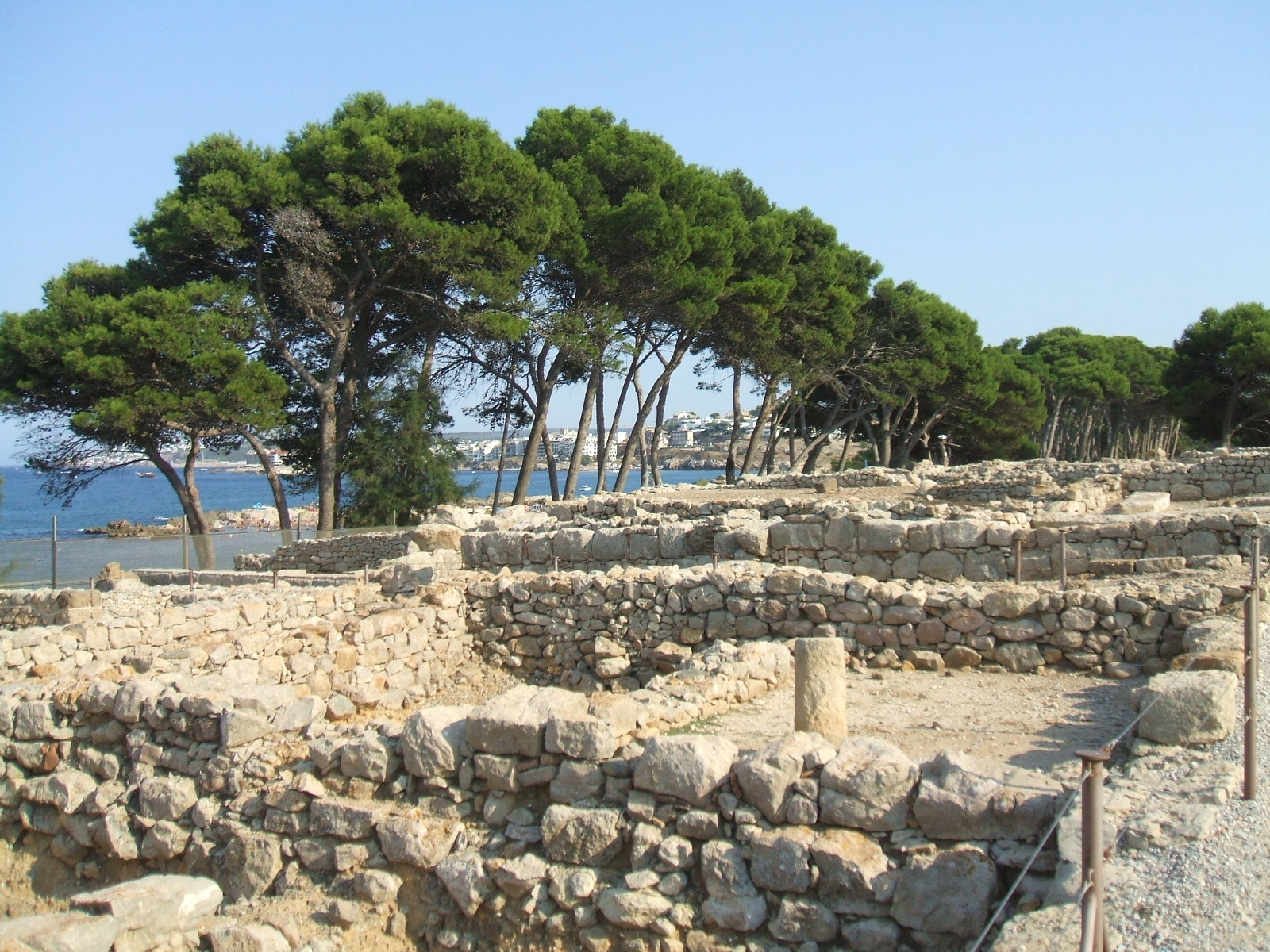
Руїни перистильного будинку з грецького періоду Емпуріс, Каталонія, Іспанія

У Стародавній Греції переможені люди іноді створювали колонію, залишаючи свої будинки, щоб уникнути підкорення чужому ворогу; іноді колонії утворювалися як продовженнягромадських заворушень, коли переможені в міжусобних битвах виїжджали, щоб утворити нове місто в іншому місці; іноді щоб позбутися надлишку населення і тим самим уникнути внутрішніх нападів; а також в результаті остракізму . Але в більшості випадків засновники колоній мали на меті налагодити та полегшити торговельні відносини з іноземними країнами та сприяти багатству метрополії (грец. μητρόπολις мегаполіс). Колонії були засновані в Іонії та Фракії ще у 8 ст до н. е.
Більше 30-ти грецьких міст-держав мали кілька колоній. Вони стали розкиданими по всьомуСередземноморському світу, з найактивнішим містом-засновником колонії , Мілетом, Іонійської ліги, породивши 90-то колоній, що простяглися по всьому Середземному морю, від берегів Чорного моря та Анатолії (сучасна Туреччина) на сході, до південного узбережжя Піренейського півострова на заході, а також Великої Греції (південна Італія) і декілька колоній на Лівії — узбережжі Північної Африки з кінця 9-го по 5-те ст. до н. е.
Греки заснували два подібних типи колоній: апоікія (ἀποικία від ἀπό apó «подалі від» + οἶκος oîkos «дім», пл. ἀποικίαι apoikiai), незалежне місто-держава та емпоріум, торгова колонія.
Грецькі міста-держави почали створювати колонії між 900- 800 рр. до н. е. , спочатку в Аль-Міні на узбережжі Сирії та в грецькому торговому центрі Пітекусси (Pithekoussai) в Іскії в Неаполітанській затоці Великої Греції, обидва засновані близько 800 рр. до н.е евбейцями.

Давньогрецькі колонії в Причорномор'ї, 8-3 століття до н.е

Дві хвилі нових колоністів вирушили з Греції на переході між темними століттями та початком архаїчного періоду — перший на початку 8 ст. до н.е і 2-ий сплеск колонізаторського духу в VI ст. Зростання населення та тісні місця вдома здаються недостатнім поясненням, тоді як економічна та політична динаміка, викликана конкуренцією між грецькими містами-державами, які часто без королів,- нещодавно введені як концепція та які прагнуть розширити сфери свого економічного впливу — краще відповідають їхній справжній стимул. Завдяки цій експансії Греції, використання монет процвітало по всьому Середземноморському басейну .
Впливові грецькі колонії в західному Середземномор'ї- багато в сучасній Південній Італії — включаючи Куми, Реджо (Rhegion) засновані Халікідою і Занклою ( 8-е століття), Сіракузи — Коринфою / Тенеєю (бл. 734 до н. е.), Наксос — Халікідою (бл. 734  до н. е.), Массалія (Марсель, Франція, бл. 598 до н. е.) і Агата (невдовзі після Массалії) — Фокеєю, Елея в Італії та Емпоріон в Іспанії — Фокеєю/Массалією (бл. 540 до н. е. і початок VI ст.), Антиполіс у Франції від Ахеї, Алалія на Корсиці — Фокеєю/Массалією (бл. 545  до н.е), і Кирена (Киренаїка, Лівія) — Терою (762/61 і 632/31 рр. до н. е.).
Греки також колонізували Крим у Чорному морі . Створені ними поселення включили містоХерсонес(сучасний Севастополь). Іншою територією зі значними грецькими колоніями було узбережжя стародавньої Іллірії на Адріатичному морі (наприклад Аспалатос, сучасний Спліт, Хорватія).
Цицерон зауважує про широку грецьку колонізацію, відзначаючи, що «Наче грецька бахрома була виткана біля берегів варварів». Декілька формул загалом формували урочисті та священні випадки, коли створювалася нова колонія. Якщо грецьке місто вирішує відправити колонію, громадяни майже завжди зверталися дооракула, наприклад, до Дельфійського оракула. Іноді до участі в підприємствах закликали певні класи громадян; іноді з кожного дому, де було кілька синів, обирали по одному; і незнайомці, які виявляли бажання приєднатися, були допущені. Для керівництва емігрантами та вживання необхідних заходів було відібрано окрему особу. Цих засновників після їхньої смерті було звично вшанувати як героїв. Частину священного вогню було вилучено з громадського вогнища в Пританумі, з якого був запалений вогонь у народному серці нового міста. Так само, як кожна людина мала свої приватні святині, так і нова громада підтримувала віросповідання своїм головним місцевим божествам, колонія відправляла посольства та обіцяні дари на головні свята метрополії протягом століть.
Після завоювань Македонського королівства та Олександра Македонського було засновано ще ряд елліністичних колоній також в Азії(до Індії), Європі та Африці.

### Грецькі колонії в Анатолії
Мікенські греки до 15 століття до н.е досягли Родосу, Криту, Кіпру, де як кажуть, Тевкр заснував 1-у колонію, і береги Малої Азії . Крім того, греки були поселені в Іонії і Понті. Мілет в Іонії — давньогрецьке місто на західному узбережжі Анатолії, біля гирла річки Меандр. В епоху пізньої бронзи (13 ст. до н.е) у Мілезію прибули карійці, носії лувійської мови з південно-центральної Анатолії. Пізніше в тому столітті прибули інші греки. Місто в той час повстало проти Хетської імперії . Після падіння цієї імперії місто було зруйноване в 12 ст. до н. е. ,а починаючи приблизно з 1000 р. до н. е. було екстенсивно переселене іонійськими греками .
До вторгнення з Персії в середині VI ст. до н.е Мілет вважався найбільшим і найбагатшим грецьким полісом. Протягом кількох століть на узбережжях Анатолії виникали численні давньогрецькі міста-держави. Греки започаткували західну філософію на західному узбережжі Анатолії (досократівська філософія). Фалес, Анаксімандр, Анаксімен, Діоген з Аполлонії були одними з відомих філософів мілетської школи. Геракліт жив у Ефесі (/ˈɛfəsəs/;[1] грец. Ἔφεσος Ефес; турецька: Efes), іншому давньогрецькому місті ,а Анаксагор був із Клазомен, міста на узбережжі Іонії та членом Іонійського Ліги. В Анатолії розмовляли всіма давньогрецькими діалектами залежно від походження кожного міста, а список давньогрецьких театрів в Анатолії є одним із найдовших серед усіх місць, де оселялися греки.
Греки традиційно жили в районі Понту, на південному узбережжі Чорного моря та в Понтійських горах у північно-східній Анатолії, провінції Карс на Кавказі, а також у Грузії. Тих, хто з півдня Росії, України та Криму, часто називають «північнопонтійськими греками», на відміну від тих із «південного Понту», що, строго кажучи, є власне Понтом. Тих, із Грузії, північно-східної Анатолії та тих, хто проживав на території сучасної Вірменії, часто називають «східнопонтійськими греками» або кавказькими греками. Багато колоній, заснованих греками, є добре відомими містами донині. Сінопа (грец. Σινώπη, Sinōpē) і Трабзон (грец. Τραπεζοῦς Trapezous) були засновані мілетськими торговцями (765 р. до н.е), як і Самсун, Ризе та Амасья. Грецька мова була lingua franca (загальноприйнятою мовою) Анатолії від завоювань Олександра Македонського до вторгнення турків-сельджуків в 11 ст. н. е.

### Відносини колонії та метрополій
Зв'язок між колонією та метрополією розглядався як відносини взаємної прихильності. Розбіжності вирішувалися мирним шляхом, коли це було можливо, а війна вважалася вибачливою лише у випадках крайньої необхідності. (Зверніть увагу, однак, що Пелопоннеська війна 431—404 рр до н.е спалахнула частково в результаті суперечки між Коринфою і її колонією Керкірою.)
Статут заснування містив загальні положення щодо влаштування справ колонії, а також деякі спеціальні постанови. Колонія зазвичай ухвалювала конституцію метрополії, але нове місто залишалося політично незалежним. «Священний вогонь» митрополії зберігався у особливому місці, щоб нагадувати людям про спільні зв'язки. Якщо колонія висилає нову колонію власним коштом, то з метрополією зазвичай консультуються або принаймні просять надати вождя. Часто колонії, оголошуючи свою прихильність до різних метрополійних союзів, утворених на материковій частині Греції і з релігійних причин, платили данину в таких релігійних центрах, як Дельфи, Олімпія або Делос.
Клерухи (κληροῦχοι, klêrouchoi) утворили особливий клас грецьких колоністів, кожному з яких була виділена окрема ділянка землі. (κλῆρος, klêros).Торговельні фабрики, створені в іноземних країнах, такі як Навкратіс в Єгипті, дещо відрізнялися від звичайних колоній, члени яких зберігали право проживання на власній батьківщині і обмежувалися власним кварталом в іноземному місті.

## Римські колонії

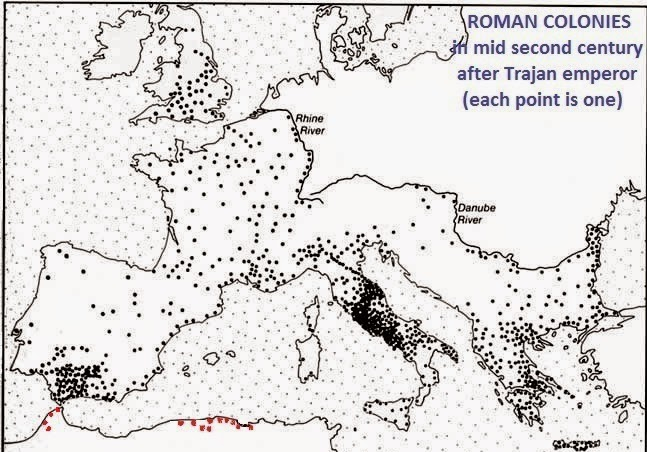
Карта, що показує римські колонії станом на середину 2 ст. н. е. «Римські колонії» Августа в Північній Африці зображені червоним кольором.

У Стародавній Італії був старий звичай посилати колонії з метою забезпечення нових завоювань. Римляни, не маючи постійної армії, розміщали органи власних громадян у завойованих містах як свого роду гарнізон. Ці органи частково складалися з римських громадян, зазвичай до 300-сот.; частково членів Латинської ліги, у більшій кількості. Третина завойованої території була відібрана для переселенців.Coloniae civium Romanorum (колонії римських громадян) були спеціально для забезпечення безпеки 2-ох морських узбереж Італії, тому їх називали coloniae maritimae. Набагато численніші coloniae Latinae служили тій же цілі для материка, але вони також були заселені латинянами і були більш населеніші.
Обов'язок керувати колоністами та засновувати поселення покладалася на комісію, що зазвичай складається з трьох членів. Ці чоловіки продовжували стояти щодо покровителів(<i id="mwAVk">patroni</i>) колонії після її заснування. Колоністи увійшли до завойованого міста у військовому строю, перед ними були хоругви, а заснування відзначали з особливими урочистостями. Колонії були вільні від податків і мали власну конституцію, копію римської, обираючи з власного органу свій сенат та інших державних посадових осіб. Цій конституції повинні були підкоритися корінні жителі. Coloniae civium Romanorum зберегли римське громадянство і були вільні від військової служби, їхнє положення як форпостів розглядалося як еквівалент. Члени coloniae Latinae служили серед Союзників Стародавнього Риму і володіли так званим ius Latinum (Латинським правом) або Latinitas. Це забезпечило їм право на придбання майна, поняття commercium, а також право на поселення в Римі, а за певних умов — право стати римськими громадянами; хоча з часом ці права зазнали багатьох обмежень.
Із часів Гракхів колонії втратили свій військовий характер. Колонізація стала розглядатися як засіб забезпечення найбіднішого класу римського плебсу. Після часів Сулли вона була прийнята, як спосіб надання землі солдатам-ветеранам. Право заснування колоній перейшло до рук римських імператорів під час принципату, які використовували його в основному в провінціях виключно з метою створення військових поселень, частково зі старою ідеєю забезпечення завойованих територій. Лише у виняткових випадках провінційні колонії користувалися імунітетом від оподаткування, який надавався колоніями в Італії.

## Китайські колонії
Імперський Китай під час династії Хань (202 р. до н. е. — 220 р.н. е.) поширив своє панування над більшою частиною сучасного власне Китаю, а також над Внутрішньою Монголією, Північним В'єтнамом,Північною Кореєю, коридором Хесі провінції Ганьсу та Тарімського басейну Сіньцзян-Уйгурському автономному районі найсхідніші околиці Центральної Азії. Після того, як у 121 році до н.е кочовий правитель Hunye(渾邪) Монгольського Хунну був переможений Хо Цубінгом, поселенці з різних районів Китаю під владою імператора Лю Че колонізували коридор Хексі та Плато Ордос. Тунтян, самостійні сільськогосподарські військові гарнізони, були створені на прикордонних пунктах, щоб забезпечити величезні територіальні здобутки та торгові шляхи Шовкового шляху, що ведуть до Центральної Азії . Імператор Ву керував завоюванням Хань Наньюе в 111 р. до н. е., взявши під владу райони Гуандун, Гуансі,острів Хайнань і північний В'єтнам, а до 108 р. до н.е завершив Хансько-Кочосонське завоювання на території нинішньої Північної Кореї. Ханські китайські колоністи під Xuantu і Lelangкомандирствами Північної Кореї, мали справи з випадковими набігами королівствами Когурьо і Пуйо, але проводилися в основному мирні торговельні відносини з навколишніми корейськими народами, які в своїй черзі, опинилися під сильним впливом китайської культури.
У 37 р. н. е. полководець Східної Хані Ма Юань відправив ханців на північно-східний кордон і поселив переможені племена Цян у китайських командуваннях Тяньшуй і Longxi Commandery.
Ма проводив подібну політику на півдні, коли він переміг сестер Чінг Цзяочжи, на території нині сучасного північного В'єтнаму, переселивши сотні в'єтнамців до китайської провінції Цзін в 43 р. до н. е., захопивши їхні священні бронзові барабани як конкуруючий символ королівської влади, і відновивши владу та закони Хань над Цзяочжи. Історик Рафе де Креспіньї зауважує, що це була «коротка, але ефективна кампанія колонізації та контролю», перш ніж генерал повернувся на північ у 44 р. н. е.
Цао Сун, східноханський адміністратор Дуньхуана, мав військові колонії на території сучасного повіту Їу поблизу округу Хамі. Однак імператриця Ден Суй, регент молодого імператора Лю Лун, проводила повільну, обережну політику поселення за порадою Бань Йона, сина Бань Чао, оскільки Східна імперія Хань вступила в конфлікт з королівством Джуші, Шаньшань та з їхніми союзниками Хунну, розташовані навколо пустелі Такламакан у Західних регіонах . У 127 р. н.е Бан Йонг зміг перемогти Карашар у битві, і колонії були засновані аж до Турфана, але до 150-х рр. н. е. присутність хань у західних регіонах почала зменшуватися. Наприкінці династії Хань канцлер Цао Цао заснував сільськогосподарські військові колонії для поселення біженців часів війни. Цао Цао також заснував військові колонії у провінції Аньхой у 209 р. до н.е, як чітке розмежування кордону між його сферою і сферою його політичного суперника Сунь Цюань.
  

## Подальше читання
- Antonaccio, Carla M. 2001. «Ethnicity and colonization.» In Ancient perceptions of Greek ethnicity. Edited by Irad Malkin, 113–57. Cambridge, MA: Harvard University Press.
- ————. 2003. «Hybridity and the cultures within Greek culture.» In The cultures within ancient Greek culture: Contact, conflict, collaboration. Edited by Carol Dougherty and Leslie Kurke, 57–74. Cambridge, UK: Cambridge University Press.
- Aubet, Maria Eugenia. 2001. The Phoenicians and the west: Politics, colonies and trade. 2nd ed. Translated by Mary Turton. New York: Cambridge University Press.
- Boardman, John. 1999. The Greeks Overseas: Their Early Colonies and Trade. 4th ed. London: Thames and Hudson.
- ————. 2001. «Aspects of 'colonization.'» Bulletin of the American Schools of Oriental Research 322: 33–42.
- Branigan, Keith. 1981. «Minoan colonialism.» Annual of the British School at Athens 76: 23–33.
- Broadhead, William. 2007. «Colonization, land distribution, and veteran settlement.» In A companion to the Roman army. Edited by Paul Erdkamp, 148–63. Blackwell Companions to the Ancient World. Malden, MA: Blackwell.
- Cornell, Timothy J. 1995. The beginnings of Rome: Italy and Rome from the Bronze Age to the Punic Wars (c. 1000—264 BC). Routledge History of the Ancient World. New York: Routledge.
- Demetriou, Denise. 2012. Negotiating identity in the ancient Mediterranean. Cambridge, UK: Cambridge University Press.
- Donnellan, Lieve, Valentino Nizzo, and Gert-Jan Burgers, eds. 2016. Conceptualizing early colonisation. Brussels: Belgisch Historisch Instituut te Rome.
- Dunbabin T. J. 1948. The Western Greeks. Oxford: Thames & Hudson.
- Forrest, W. G. 1957. «Colonisation and the rise of Delphi.» Historia: Zeitschrift für Alte Geschichte 6 (2): 160–75.
- Garland, Robert. 2014. Wandering Greeks: The ancient Greek diaspora from the age of Homer to the death of Alexander the Great. Princeton, NJ: Princeton University Press.
- Graham, A. John. 1983. Colony and mother city in ancient Greece. 2nd ed. Chicago: Ares.
- ————. 2001. Collected Papers On Greek Colonization. Leiden: Brill.
- Hägg, Robin, and Nanno Marinatos, eds. 1984. The Minoan Thalassocracy: Myth and reality; Proceedings of the third international symposium at the Swedish Institute in Athens, 31 May–5 June 1982. Stockholm: Swedish Institute at Athens.
- Hodos, Tamar. 1999. «Intermarriage in the western Greek colonies.» Oxford Journal of Archaeology 18: 61–78.
- Horden, Peregrine, and Nicholas Purcell. 2000. The corrupting sea: A study of Mediterranean history. Oxford: Blackwell.
- Keppie, Lawrence. 1984. «Colonisation and veteran settlement in Italy in the first century A.D.» Papers of the British School at Rome 52: 77–114.
- Knappett, Carl, and Irene Nikolakopoulou. 2008. «Colonialism without colonies? A Bronze Age case study from Akrotiri, Thera.» Hesperia: The Journal of the American School of Classical Studies at Athens 77 (1): 1–42.
- Malkin, Irad. 1987. Religion and Colonization In Ancient Greece. Leiden: Brill.
- ————. 2011. A Small Greek World: Networks In the Ancient Mediterranean. New York: Oxford University Press.
- Mann, J. C. 1983. Legionary recruitment and veteran settlement during the Principate. Edited by Margaret M. Roxan. London: University of London.
- Niemeyer, Hans-Georg. 1990. «The Phoenicians in the Mediterranean: A non-Greek model for expansion and settlement in antiquity.» In Greek colonists and native populations: Proceedings of the First Australian Congress of Classical Archaeology, held in honour of emeritus professor A. D. Trendall. Edited by Jean-Paul Descœudres, 469–89. Oxford: Clarendon.
- Salmon, Edward T. 1936. «Roman colonisation from the Second Punic War to the Gracchi.» Journal of Roman Studies 26 (1): 47–67.
- ————. 1955. «Roman expansion and Roman colonization in Italy.» Phoenix 9 (2): 63–75.
- ————. 1969. Roman colonization under the Republic. Aspects of Greek and Roman Life. London: Thames and Hudson.
- Stek, Tesse D., and Jeremia Pelgrom, eds. 2014. «Roman Republican colonization: New perspectives from archaeology and ancient history.» Papers of the Royal Netherlands Institute in Rome 2014 (62). Rome: Palombi Editori.
- Sweetman, Rebecca J., ed. 2011. Roman colonies in the first century of their foundation. Oxford: Oxbow.
- Ridgway, David. 1992. The first Western Greeks. Cambridge, UK: Cambridge University Press.
- Tartaron, Thomas E. 2013. Maritime networks in the Mycenaean world. Cambridge, UK: Cambridge University Press.
- Tsetskhladze, Gocha R., ed. 2006. Greek Colonisation: An Account of Greek Colonies and Other Settlements Overseas. Leiden: Brill.
- van Dommelen, Peter. 1998. In colonial grounds: A comparative study of colonialism and rural settlement in first millennium BC west central Sardinia. Leiden, The Netherlands: University of Leiden.